# Xã Platte, Quận Charles Mix, Nam Dakota
Xã Platte (tiếng Anh: Platte Township) là một xã thuộc quận Charles Mix, tiểu bang Nam Dakota, Hoa Kỳ. Năm 2010, dân số của xã này là 279 người.